# Suminoe no Tsu
Suminoe no Tsu (住吉津) est le plus ancien port international du Japon.
Suminoe no Tsu, qui aurait été inauguré par l'empereur Nintoku, est situé sur un bras de mer appelé Suminoe no Hosoe sur le côté sud du grand sanctuaire Sumiyoshi au sud de la ville moderne d'Osaka. La station Hosoigawa de la ligne de tramway Hankai se trouve sur l'ancien site du port.
L'ancienne capitale du Japon, Asuka (Yamato) dans l'actuelle préfecture de Nara, se trouve à l'est de Suminoe no Tsu, qui était autrefois l'entrée au Japon de la route de la soie. C'est également par ce port que le bouddhisme est entré au Japon. Les envoyés japonais aux dynasties Sui et T'ang de Chine recevaient la protection divine de Sumiyoshi Daijin, le dieu de la mer, au sanctuaire Sumiyoshi avant d'appareiller.
Le héros du conte populaire Issun-bōshi quitte aussi ses parents à Suminoe no Hosoe. Il se dirige vers Suminoe no Kai (actuelle baie d'Osaka) puis, par la Yodo-gawa, remonte à Kyoto.

## Source de la traduction
- (en) Cet article est partiellement ou en totalité issu de l’article de Wikipédia en anglais intitulé « Suminoe no Tsu » (voir la liste des auteurs).